# In auto alle 6:00
In auto alle 6:00 è un singolo del rapper italiano Emis Killa, in collaborazione con il rapper italiano Lazza, pubblicato il 2 maggio 2025.

## Descrizione
Il brano, scritto da entrambi gli artisti con Davide Petrella, in arte Tropico, è prodotto da Takagi & Ketra.

## Tracce
Testi di Emiliano Rudolf Giambelli, Jacopo Lazzarini e Davide Petrella, musiche di Emiliano Rudolf Giambelli, Jacopo Lazzarini, Alessandro Merli, Davide Petrella e Fabio Clemente.
1. In auto alle 6:00 (feat. Lazza) – 2:47

## Classifiche
| Classifica (2025) | Posizione massima |
| ----------------- | ----------------- |
| Italia            | 20                |